# Lawrence A. Mitchell
Lawrence A. Mitchell (* 1941 in Kimberly, Fayette County, West Virginia) ist ein pensionierter Brigadegeneral der United States Air Force. Er war unter anderem Kommandeur der 2. Luftflotte.

## Leben
Über die Air Force Officer Candidate School gelangte er im Jahr 1963 in das Offizierskorps der United States Air Force. In dieser durchlief er anschließend alle Offiziersränge vom Leutnant bis zum Brigadegeneral. 
Mitchell erhielt eine Ausbildung zum Piloten. Im April 1969 wurde er auf die Kadena Air Base in Japan versetzt, wo er der 82. Aufklärungsschwadron (82nd Strategic Reconnaissance Squadron) angehörte. Zwei Jahre später wurde er zur Tan Son Nhut Air Base in Südvietnam beordert. Dort war er zur Zeit des Vietnamkriegs Stabsoffizier bei der 7. Luftflotte und später im Hauptquartier der amerikanischen Streitkräfte in Vietnam (Military Assistance Command Vietnam).
Im Januar 1973 kehrte er in die Vereinigten Staaten zurück. In den folgenden Jahren war er in unterschiedlichen Funktionen bei verschiedenen Einheiten tätig. Hauptsächlich war er mir Angelegenheiten der militärischen Aufklärung (Reconnaissance) befasst. Zwischen Juni 1980 und August 1983 gehörte er dem Stab des Hauptquartiers der Air Force an. Dort war er in der Unterabteilung der Stabsabteilung für Operationen für militärische Aufklärung zuständig.
Sein nächster Auftrag führte ihn auf die Offutt Air Force Base in Nebraska. Dort bekleidete er in den folgenden Jahren verschiedene Aufgaben beim 55. Aufklärungsgeschwader (55th Strategic Reconnaissance Wing). Zwischen Juni 1985 und Juni 1986 war er dessen stellvertretender Kommandeur, nachdem er zuvor die dortige Stabsabteilung für Operationen geleitet hatte. Danach erhielt er das Kommando über dieses Geschwader, das er bis zum Juni 1988 innehatte.
Nach einer zwischenzeitlichen Rückkehr zum Hauptquartier der Air Force erhielt Lawrence Mitchell im September 1989 das Kommando über die 14th Air Division, die auf der Beale Air Force Base in Kalifornien ansässig war. Diese Aufgabe nahm er bis zum September 1991 wahr. Dann erhielt er auf der gleichen AFB das Kommando über die gerade wieder aktivierte 2. Luftflotte. Dieses Amt bekleidete er zum Juli 1992, als Brett M. Dula seine Nachfolge antrat. Wenig später schied er aus dem aktiven Militärdienst aus. Seit dem 1. März 1990 bekleidete er den Rang eines Brigadegenerals.
Während seiner aktiven Zeit als Militärpilot absolvierte er über 8000 Flugstunden auf verschiedenen Flugzeugtypen.

## Orden und Auszeichnungen
Lawrence Mitchell erhielt im Lauf seiner militärischen Laufbahn unter anderem folgende Auszeichnungen:
- Legion of Merit
- Meritorious Service Medal
- Air Medal
- Air Force Commendation Medal